# Tanina Mammeri
Tanina Violette Mammeri (en arabe : تانينا فيوليت معمري), née le 17 juin 2003, est une joueuse franco-algérienne de badminton.

## Carrière
Après avoir disputé notamment les Championnats d'Europe des moins de 17 ans 2019 sous les couleurs de la France, Tanina Mammeri évolue sous les couleurs algériennes aux Championnats d'Afrique de badminton 2021 à Kampala. Elle y est médaillée d'or en double mixte avec son frère Koceila Mammeri et médaillée d'argent par équipe ainsi qu'en double dames avec Célia Mounib. Koceila et Tanina Mammeri conservent leur titre en double mixte aux Championnats d'Afrique de badminton 2022 à Kampala.
En 2023, elle est médaillée d'or en double mixte avec son frère Koceila et médaillée de bronze en double dames avec Célia Mounib aux Championnats d'Afrique individuels ainsi que médaillée de bronze au championnat d'Afrique de badminton par équipes mixtes 2023 à Johannesbourg.
Elle est médaillée d'or en double mixte avec Koceila Mammeri, médaillée d'argent en double femmes avec Halla Bouksani et médaillée de bronze en simple femmes aux Jeux panarabes de 2023 à Alger.
Elle est médaillée d'or en double mixte avec Koceila Mammeri aux Championnats d'Afrique de badminton 2024 au Caire.
Elle remporte aux Jeux africains de 2023 à Accra la médaille d'or en double mixte avec Koceila Mammeri et la médaille d'argent en double dames avec Halla Bouksani.
Elle est médaillée de bronze aux Championnats d'Afrique de badminton par équipes 2024 au Caire et médaillée d'or au Championnat d'Afrique de badminton par équipes mixtes 2025 à Douala.